# Petropedetes juliawurstnerae
Petropedetes juliawurstnerae é uma espécie de anfíbio anuro da família Petropedetidae. Está presente nos Camarões. A UICN classificou-a como quase ameaçada.